# Puigmarí (Duesaigües)
El Puigmarí és una muntanya de 664 metres que es troba entre els municipis de Duesaigües i Riudecols, a la comarca catalana del Baix Camp.